# طريق الخروبة–التميمي

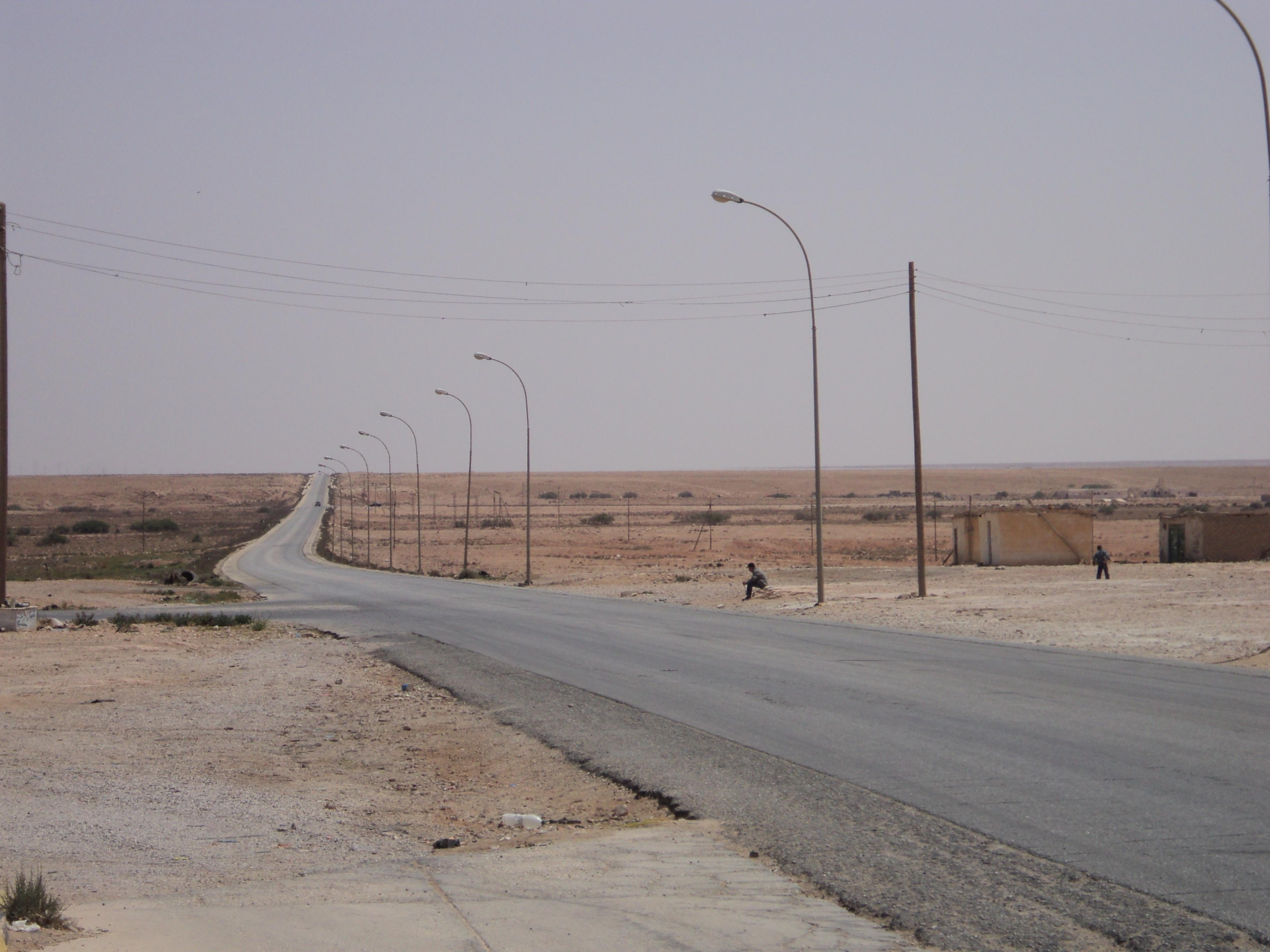
جزء من طريق الخروبة-المخيلي-التميمي

طريق الخروبة–التميمي هو طريق معبد في ليبيا يمتد من الخروبة إلى وادي سمالوس، والمخيلي، وينتهي عند التميمي، ويبلغ طوله حوالي 186 كم. الجزء المخيلي-التميمي عُبد بين السنوات 1975-1980، أما الجزء المخيلي-سمالوس-الخروبة فقد عُبد بين السنوات 1980-1985.
كانت المسافة ما بين مدينتي طبرق وبنغازي حوالي 475 كم عبر الطريق الساحلي الليبي، ولكن هذه المسافة تم اختصارها إلى 454 كم بعد تعبيد هذا الطريق، وأصبح أساسياً في النقل ما بين المدينتين. يمكن تقليص هذه المسافة إلى 410 كم تقريباً في حال تعبيد طريق الخروبة-الأبيار.